# Royal Football Club hannutois
Maillots
Dernière mise à jour : 3 août 2017.
Le Royal Football Club hannutois est un club de football belge basé à Hannut. Le club porte le matricule 215 et a joué durant 32 saisons dans les séries nationales durant son histoire, dont 13 en Division 3, le plus haut niveau qu'il ait atteint. Lors de la saison 2022-2023, il évolue en Première provinciale.

## Histoire
Le Football Club hannutois est fondé le 1er octobre 1921 et s'affilie à l'Union belge le 5 juillet 1922. Le club débute dans les compétitions régionales liégeoises la même année. En décembre 1926, il reçoit le matricule 215. En 1943, le club accède pour la première fois de son histoire à la Promotion, le troisième et dernier niveau national à l'époque. Il s'y maintient trois ans mais doit retourner vers les séries régionales en 1947 malgré une douzième place dans sa série, la fédération belge ayant décidé de ramener toutes les séries nationales à seize équipes. Il remonte un an plus tard et passe à nouveau trois saisons en Promotion, une dernière place en 1951 le renvoyant vers les séries provinciales. Le 1er juin 1951, le club est reconnu « Société royale » et adapte son nom en Royal Football Club hannutois le 11 juillet 1951.
Le club passe alors plus de deux décennies dans les divisions provinciales liégeoises. Il retrouve la Promotion, alors quatrième niveau national, en 1974. Cette fois, le club s'installe d'emblée dans le haut du classement et après cinq saisons, il remporte le titre de champion de Promotion en 1979, ce qui lui permet d'accéder à la Division 3. Le club doit alors lutter pour le maintien. En 1980-1981, il termine avant-dernier dans sa série mais grâce à la fusion entre l'AS Ostende et le VG Ostende d'une part et la sanction administrative infligée au Patro Eisden pour tentative de corruption d'autre part, le club doit disputer un match de barrage face au quinzième classé de l'autre série de Division 3, l'Union Saint-Gilloise pour désigner une équipe qui se maintiendra au troisième niveau national. En l'emportant 2-1, le RFC hannutois conserve sa place. Ce répit ne dure que deux saisons, le club terminant encore avant-dernier en 1983, le renvoyant cette fois bien en Promotion.
Le club hannutois ne met que deux ans pour revenir en troisième division, à la faveur d'un nouveau titre de champion décroché en 1985. L'année qui suit, l'équipe obtient son meilleur classement avec une dixième place finale mais deux ans plus tard, il termine dernier et retourne au quatrième niveau national. Il échoue de justesse dans la course au titre lors de la saison qui suit la relégation puis recule dans la hiérarchie. En 1993, le club termine à la dernière place et retombe vers les séries provinciales après 19 saisons consécutives au niveau national.
Les hannutois doivent attendre une décennie avant de retrouver la Promotion via le tour final interprovincial 2004. L'équipe remporte le tour final provincial liégeois puis élimine le KFC Izegem et Lutlommel, s'ouvrant à nouveau les portes des séries nationales. Après deux saisons moyennes, le club réalise une bonne campagne 2006-2007 et se qualifie pour le tour final, où il est éliminé au premier tour par le FC Bleid. Le club rentre ensuite dans le rang et en 2011, une dernière place dans sa série renvoie de nouveau le club en première provinciale. Il subit une seconde relégation consécutive et se retrouve en « P2 ». Des problèmes financiers viennent miner la vie du club, qui se met en liquidation volontaire en juin 2013. Une solution pour la reprise du club est trouvée la saison suivante mais la cession de patrimoine vers une nouvelle ASBL est sanctionnée d'une rétrogradation administrative en troisième provinciale en mai 2015.

## Résultats dans les divisions nationales
Statistiques mises à jour le 29 juin 2015

### Palmarès
- 2 fois champion de Belgique de Promotion en 1979 et 1985.

### Bilan
| Niv | Divisions     | Jouées | Titres | TM Up | TM Down |
| --- | ------------- | ------ | ------ | ----- | ------- |
| I   | 1re nationale | 0      | 0      |       |         |
| II  | 2e nationale  | 0      | 0      |       |         |
| III | 3e nationale  | 13     | 0      |       |         |
| IV  | 4e nationale  | 19     | 2      | 1     |         |
| V   | 5e nationale  | 0      | 0      |       |         |
|     |               |        |        |       |         |
|     | TOTAUX        | 32     | 2      | 1     | 0       |

- TM Up : test-match pour départager des égalités, ou toutes formes de Barrages ou de Tour final pour une montée éventuelle.
- TM Down : test-match pour départager des égalités, ou toutes formes de Barrages ou de Tour final pour le maintien.

### Classements saison par saison
| Ordre               | Saison  | Nom du club               | Niveau                    | Classement final          | Remarques                 |
| ------------------- | ------- | ------------------------- | ------------------------- | ------------------------- | ------------------------- |
| 1                   | 1943-44 | FC hannutois              | Promotion (D3) série D    | 13e/16                    |                           |
|                     | 1944-45 | Compétitions interrompues | Compétitions interrompues | Compétitions interrompues | Compétitions interrompues |
| 2                   | 1945-46 | FC hannutois              | Promotion (D3) série D    | 10e/18                    |                           |
| 3                   | 1946-47 | FC hannutois              | Promotion (D3) série C    | 12e/17                    | Relégué!                  |
| séries provinciales |         |                           |                           |                           |                           |
| 4                   | 1948-49 | FC hannutois              | Promotion (D3) série D    | 12e/16                    |                           |
| 5                   | 1949-50 | FC hannutois              | Promotion (D3) série D    | 10e/16                    |                           |
| 6                   | 1950-51 | FC hannutois              | Promotion (D3) série C    | 16e/16                    | Relégué!                  |
| séries provinciales |         |                           |                           |                           |                           |
| 7                   | 1974-75 | R. FC hannutois           | Promotion série C         | 5e/16                     |                           |
| 8                   | 1975-76 | R. FC hannutois           | Promotion série D         | 4e/16                     |                           |
| 9                   | 1976-77 | R. FC hannutois           | Promotion série D         | 5e/16                     |                           |
| 10                  | 1977-78 | R. FC hannutois           | Promotion série A         | 6e/16                     |                           |
| 11                  | 1978-79 | R. FC hannutois           | Promotion série D         | 1er/16                    | Champion et promu!        |
| 12                  | 1979-80 | R. FC hannutois           | Division 3 série B        | 13e/16                    |                           |
| 13                  | 1980-81 | R. FC hannutois           | Division 3 série B        | 15e/16                    | Barrages!                 |
| 14                  | 1981-82 | R. FC hannutois           | Division 3 série B        | 13e/16                    |                           |
| 15                  | 1982-83 | R. FC hannutois           | Division 3 série B        | 15e/16                    | Relégué!                  |
| 16                  | 1983-84 | R. FC hannutois           | Promotion série D         | 3e/16                     |                           |
| 17                  | 1984-85 | R. FC hannutois           | Promotion série D         | 1er/16                    | Champion et promu!        |
| 18                  | 1985-86 | R. FC hannutois           | Division 3 série B        | 10e/16                    |                           |
| 19                  | 1986-87 | R. FC hannutois           | Division 3 série B        | 12e/16                    |                           |
| 20                  | 1987-88 | R. FC hannutois           | Division 3 série B        | 16e/16                    | Relégué!                  |
| 21                  | 1988-89 | R. FC hannutois           | Promotion série D         | 2e/16                     |                           |
| 22                  | 1989-90 | R. FC hannutois           | Promotion série D         | 10e/16                    |                           |
| 23                  | 1990-91 | R. FC hannutois           | Promotion série C         | 7e/16                     |                           |
| 24                  | 1991-92 | R. FC hannutois           | Promotion série D         | 12e/16                    |                           |
| 25                  | 1992-93 | R. FC hannutois           | Promotion série C         | 16e/16                    | Relégué!                  |
| séries provinciales |         |                           |                           |                           |                           |
| 26                  | 2004-05 | R. FC hannutois           | Promotion série D         | 11e/16                    |                           |
| 27                  | 2005-06 | R. FC hannutois           | Promotion série D         | 10e/16                    |                           |
| 28                  | 2006-07 | R. FC hannutois           | Promotion série D         | 4e/16                     | Tour final!               |
| 29                  | 2007-08 | R. FC hannutois           | Promotion série C         | 12e/16                    |                           |
| 30                  | 2008-09 | R. FC hannutois           | Promotion série D         | 8e/16                     |                           |
| 31                  | 2009-10 | R. FC hannutois           | Promotion série D         | 12e/16                    |                           |
| 32                  | 2010-11 | R. FC hannutois           | Promotion série D         | 16e/16                    | Relégué!                  |
| séries provinciales |         |                           |                           |                           |                           |